# Descolonização de dados
A descolonização de dados é o processo de desapego de modelos coloniais e hegemônicos e estruturas epistemológicas que orientam a coleta, o uso e a disseminação de dados relacionados a povos e nações indígenas, priorizando e centralizando paradigmas, estruturas, valores e práticas de dados indígenas. A descolonização de dados é guiada pela crença de que os dados pertencentes aos povos indígenas devem ser propriedade e controlados pelos povos indígenas, um conceito que está intimamente ligado à soberania dos dados, bem como à descolonização do conhecimento.
A descolonização de dados está ligada ao movimento de descolonização que surgiu em meados do século XX.

## História
Em vários estados coloniais, os dados foram usados para identificar povos indígenas usando sistemas de classificação ocidentais, levando ao apagamento das identidades indígenas e à origem de narrativas que se concentram nas desvantagens das comunidades indígenas.[carece de fontes?]
Os sistemas de dconhecimento indígenas foram substituídos por valores e sistemas ocidentais, desvalorizando as formas indígenas de saber no processo. As práticas de dados indígenas tendem a ser mais holísticas, valorizam opiniões diversas e pessoais e centram-se na comunidade de pessoas para seu próprio benefício, em vez das práticas ocidentais que estão intimamente ligadas à categorização de pessoas como produtos, replicando estruturas coloniais. Tradições como a história oral, a utilização do conhecimento tradicional e outras práticas consideradas “não científicas” foram desvalorizadas e substituídas por formas ocidentais de conhecimento apresentadas como universais e objetivas. Ferramentas como o censo foram usadas para controlar narrativas sobre os povos indígenas, contando os povos indígenas como eles eram vistos pelo governo canadense, em vez de como eles se viam.
A descolonização de dados procura contrariar as narrativas negativas que são reforçadas pelas práticas coloniais de dados que persistem numa era pós-colonial.

## Princípios

### Autoidentificação
Os povos indígenas valorizam o direito de se autoidentificarem e de definirem as suas próprias identidades na recolha de dados. Os povos indígenas valorizam a diversidade nas suas comunidades e desejam ver essa diversidade contabilizada nos dados.

### Autodeterminação
Os povos indígenas valorizam o direito de tomar decisões sobre seus dados. Eles valorizam o direito de controlar como os dados são recolhidos sobre eles, como os seus dados são armazenados, quem fica com a propriedade dos dados e como os dados são utilizados.

## Na prática

### Políticas

#### Declaração das Nações Unidas sobre os Direitos dos Povos Indígenas
A Declaração das Nações Unidas sobre os Direitos dos Povos Indígenas (United Nations Declaration on the Rights of Indigenous Peoples, UNDRIP) foi apresentada pela primeira vez à Assembleia Geral em 2007. A UNDRIP descreve os direitos abrangentes dos povos indígenas e serve como uma diretriz para países que buscam a reconciliação com suas populações indígenas. O artigo 18 descreve especialmente os direitos dos indígenas de terem poder de decisão em questões que afetam os seus direitos, e isso afeta também os seus direitos de dados. Quatro países votaram contra a UNDRIP quando foi proposta pela primeira vez: Canadá, Estados Unidos, Nova Zelândia e Austrália, embora todos os quatro tenham concordado mais tarde com a declaração.

#### Canadá
O governo canadense começou a endossar a UNDRIP em 2010 e começou a implementá-la totalmente em 2021. Em 2015, a Comissão da Verdade e Reconciliação instou todos os níveis do governo canadiano a adoptarem a UNDRIP.

#### Estados Unidos
Os Estados Unidos apoiam a declaração, mas não apoiam a UNDRIP. Em 2016, a Organização dos Estados Americanos ratificou a Declaração Americana sobre os Direitos dos Povos Indígenas, que é semelhante à UNDRIP.

#### Nova Zelândia
A Nova Zelândia anunciou o seu apoio à UNDRIP em 2010 e está actualmente a trabalhar com o Māori Development para conceber e implementar o seu plano de Declaração.

### Assistência médica
A descolonização de dados na área da saúde envolve a reforma da infraestrutura e das políticas de saúde para priorizar os povos indígenas. As atuais estruturas de dados de saúde coletam, armazenam e usam dados sobre povos indígenas sem necessariamente consultar as contribuições dos povos indígenas, recriando dinâmicas de poder que anteriormente levaram a danos aos povos indígenas. A descolonização dessas estruturas colocaria o controlo sobre os dados relacionados com os cuidados de saúde e a utilização desses dados nas mãos dos povos indígenas.
Estudiosa de saúde pública palestina, Danya Qato delineou alguns princípios para orientar a criação de sistemas de dados de saúde descolonizados.
- Centralizar a comunidade: Centralizar as preocupações e opiniões dos povos indígenas em todos os níveis.
- Diversidade: garantir que as opiniões e a tomada de decisões sejam originadas de várias comunidades indígenas, e não de alguns poucos indivíduos.
- Transparência: Criar consciência completa nas comunidades indígenas sobre como seus dados são coletados e agregados.
- Consentimento: Priorizar o consentimento informado dos povos indígenas, informando-os de forma rápida e precisa sobre todas as ações tomadas com seus dados.
- Ação concreta: Concentrar-se em ações que produzem resultados reais para os povos indígenas, em vez de discursos para pesquisadores.